# Societat postindustrial
Societat postindustrial és un concepte proposat per diversos teòrics de la sociologia i l'economia per descriure l'estat d'un sistema social i econòmic que ha evolucionat segons uns canvis específics en la seva estructura que corresponen a un estadi de desenvolupament posterior al procés d'industrialització clàssic de la Revolució industrial (la societat industrial, estat posterior al de societat preindustrial). En una societat postindustrial s'ha produït una transició econòmica, que reestructura la societat sencera, entre una economia basada en la indústria a una altra basada en els serveis, una divisió del capital nacional i global (globalització) i una privatització massiva. El requisit previ d'aquest canvi són els processos d'industrialització i liberalització.

## Característiques
Alguns trets de les societats postindustrials són:
- Un ràpid augment del sector serveis, en comparació del sector industrial.
- Un considerable augment de les tecnologies de la informació, que porta a la constitució del concepte de la "era de la informació".
- La informació, el coneixement i la creativitat són les noves matèries primeres de l'economia, podent-se parlar de la revolució de la informació.

La societat postindustrial ha estat objecte de moltes crítiques, des de les moltes veus que han intentat restaurar el desenvolupament industrial. Cada vegada més, no obstant això, els ciutadans estan veient com velles fàbriques abandonades s'adapten al nou model econòmic, acollint centres comercials, recreatius i de serveis, amb gran desenvolupament tecnològic. Tanmateix això no implica que hi hagi hagut una disminució dels productes manufacturats. Les fàbriques substitueixen per màquines la mà d'obra humana, en un rang fins i tot superior al que ja va ocórrer en la Revolució industrial.
A diferència de la societat industrial, identificada com a societat de classes, en la societat postindustrial la pertinença a una determinada classe social deixa de ser el tret identitari més acusat, passant a ser-ne uns altres, per exemple, la identitat sexual o de gènere, la religió o la nacionalitat.
Aquesta pèrdua dels senyals d'identitat de classe social és impulsada en bona part pel canvi estructural en les relacions de producció. Les grans companyies no acullen ja en el seu si els diferents estrats socials, empresari, enginyer, obrer, potenciant així la idea de pertinença a una mateixa estructura amb diferents classes. Ara, en la societat postindustrial, la tercerització del treball divideix les companyies en altres més especialitzades en les quals es dissenya, gestiona o produeix, però mai es realitza el procés complet, separant als treballadors en diferents companyies i, gràcies a la globalització de l'economia i els processos de deslocalització, a diferents països. Encara que sí que desapareix el sentiment de pertinença a una classe social les classes en si no han desaparegut.

## Desenvolupament del concepte
El terme societat postindustrial va ser encunyat per les obres d'almenys dos autors que van publicar les seves obres a la fi dels anys seixanta i començaments dels anys 1970: Alain Touraine (La societé post-industrielle, 1969) i Daniel Bell (The Coming of Post-Industrial Society, 1973).
En concret, aquest últim va realitzar una sèrie d'observacions:
- Una societat postindustrial és aquella on la majoria dels empleats no estan implicats en la producció de mercaderies tangibles.

- El que caracteritza la societat postindustrial no és només el canvi en la naturalesa del poder (el qual ja no sorgeix de la propietat privada o de la gestió política, sinó de la possessió del coneixement (societat del coneixement, Peter Drucker) sinó que també pressuposa un canvi en la naturalesa mateixa del coneixement.

No obstant això, Bell va utilitzar el model del tercer sector de Colin Clark, que no distingia entre, per exemple, vendre al detall els serveis personals de la cura de les persones i les telecomunicacions o la tecnologia de la informació.

## Exemples de societats postindustrials
S'inclouen com a societats postindustrials les dels Estats Units i Europa Occidental. El període postindustrial no començaria fins al final de la Segona Guerra Mundial, o més aviat cap a final dels anys cinquanta, d'acord amb la major part dels sociòlegs (Inozemtsev).